# Союз Т-2
Союз Т-2 е съветски пилотиран космически кораб, който извежда в Космоса шестата посетителска експедиция на орбиталната станция Салют-6.

## Екипажи

#### Основен
- Юрий Малишев (1) – командир
- Владимир Аксьонов (2) – бординженер

#### Дублиращ
- Леонид Кизим – командир
- Олег Макаров – бординженер

## Параметри на мисията
- Маса: 6850 кг
- Перигей: 202 km
- Апогей: 249 km
- Наклон на орбитата: 51,6°
- Период: 88,7 мин

## Програма
Първи пилотиран полет на новата модификация на кораба Союз Т, шеста посетителска експедиция на борда на станцията „Салют-6“. По това време там се намира четвъртият дълговременен екипаж Леонид Попов и Валерий Рюмин.
За първи път след повече от две години съставът на посетителска експедиция се състои само от съветски космонавти.
Основната цел на този полет е тестване на всички бордови системи на новия космически кораб в реални условия. Направен е преход към цифров, компютъризиран контрол на много от системите. При последната маневра за скачване на кораба с орбиталната станция системата отказва и самото скачване е осъществено ръчно от екипажа.
Съвместната работа на четиримата космонавти продължава около 3 денонощия. След разделянето на двата апарата, от кораба „Союз Т-2“ е направен външен оглед на орбиталната станция Салют-6.